# بلاسيو دي ديبورتس خوسية ماريا
بلاسيو دي ديبورتس خوسية ماريا (بالإسبانية: Palacio de Deportes José María Martín Carpena)‏ صالة رياضية مغلقة في مدينة مالقة في إسبانيا، تستخدم لرياضة كرة السلة وكذلك لعبتيّ التنس الأرضي والملاكمة، وهي معقل نادي بالونكيستو مالقا الذي يلعب في بطولة الدوري الإسباني لكرة السلة،أُفتتحت الصالة سنة 1999 ، وتتراوح سعة الصالة بين 11,300 حسب الرياضة.